# Mircea Ciumara
Mircea Ciumara (n. 13 septembrie 1943, Călărași, Călărași, România – d. 13 ianuarie 2012) a fost un deputat român în două legislaturi: 1992-1996, ales în județul Constanța pe listele partidului PNȚCD și 1996-2000, ales în județul Galați, tot pe listele PNȚCD.
Mircea Ciumara a fost Ministrul finanțelor în Guvernul Ciorbea în perioada 12 decembrie 1996 - 5 decembrie 1997, iar apoi a condus Ministerul Industriei și Comerțului până în 17 aprilie 1998. În perioada 22 decembrie 1999 - 28 decembrie 2000 a fost Ministru de stat, președintele Consiliului de Coordonare Economico-Financiară, ministru pentru relațiile cu Parlamentul.
Activitate profesională
- 1970-1990 economist, cercetător științific la Institutul de Cercetări Economice;
- apr.1990 - director general adjunct al Institutului Național de Cercetări Economice;
- mai 2000 - mart. 2011 - director general Institutului Național de Cercetări Economice;
- autor a peste 400 de studii și articole în domeniu[4].
- a participat, în calitate de coautor și organizator, ca secretar științific al INCE, la „Schița privind strategia înfăptuirii economiei de piață în România” (1990), la „Strategia de pregătire a aderării României la Uniunea Europeană” (1995), precum și la „Strategia națională de dezvoltare economică pe termen mediu” (2000), îndeplinind funcția de vicepreședinte.

Activitate politică
- membru PNȚCD (decembrie 1989),
- membru supleant al Biroului de Conducere, Coordonare și Control al PNȚCD;
- vicepreședinte al PNȚCD;
- președinte al Organizației Capitalei a PNȚCD;

- decembrie 1996 - decembrie 1997 - ministru de stat, ministru al finanțelor, vicepreședinte al Băncii Internaționale de Reconstrucție și Dezvoltare.
- decembrie 1997 - aprilie 1998 - ministru de stat, ministrul industrie și comerțului.
- decembrie 1999 - decembrie 2000 - ministru de stat, președintele Consiliului de Coordonare Economică și Financiară, ministru pentru relațiile cu Parlamentul.

Distincții:
- 2000 - Ordinul Național al Republicii Federative a Braziliei "Crucea Sudului" în grad de "Mare Cruce".
- 2000 - Ordinul Republicii Portugalia "Marea Cruce" în grad de "Merit".
- 2000 - Ordinul eparhial "Sf. Apostol Andrei", Episcopia Dunării de Jos.
- 2004 - Ordinul Național "Serviciul credincios" în grad de "Cavaler"[5].
- 2004 - Ordinul Statelor Unite Mexicane "Aguila Azteca", în grad de "Banda".

Titluri științifice:
- 1990 - Doctor în economie, Institutul Național de Cercetări Economice, București, cu teza "Locul comerțului exterior în modelul economiei românești" (conducători științifici prof. dr. Costin Murgescu m.c., și acad. Tudorel Postolache).
- 2000 - Doctor Honoris Causa al Academiei de Studii Economice, Chișinău, Republica Moldova[6].

Lucrări de autor publicate:
- peste 400 de studii și articole pe teme economice. Dintre studiile publicate se remarcă: „Comerțul exterior în modelul economiei naționale” (1972); „Continuu și discontinuu în sfera economicului” (1971); „Eficiența comerțului exterior românesc interbelic, 1928-1937” (1971); „Vârsta medie a fondurilor fixe și implicațiile evaluării lor corecte”; „Normativul eficienței absolute a investițiilor” (1982); „Normarea științifică și reducerea consumurilor de materii prime, combustibil și energie” (1983); „Macro-ciclurile economiei românești” (1990).[7]
- "Economie, politică și interesul național", Editura Expert, București, 1996.
- "Politica economică", Editura Independența Economică, Pitești, 2001.
- "Inflația în România", Editura Expert, București, 2003, coordonator.
- "Economia națională a României", Editura Independența Economică, Pitești, 2004.
- "Inflația în România. Modelarea fenomenului inflaționist", Editura Expert, București, 2004, coordonator.
- "Inflația în România. Scenarii privind evoluția și convergența stabilității economice", Editura Expert, București, 2005, coordonator.
- "Economia națională a României", ediția a II-a, Editura Independența Economică, Pitești, 2008.